# بيردياوش
بيردياوش (بالروسية: Бердяуш) هي مدينة في مقاطعة تشيليابينسك أوبلاست في روسيا. يبلغ عدد سكانها حوالي 5204 نسمة.